# Нікісялка-Дужа
Нікісялка-Дужа (пол. Nikisiałka Duża) — село в Польщі, у гміні Опатув Опатовського повіту Свентокшиського воєводства.
Населення — 189 осіб (2011).
У 1975-1998 роках село належало до Тарнобжезького воєводства.

## Демографія
Демографічна структура на день 31 березня 2011 року:
|          | Загалом | Допрацездатний вік | Працездатний вік | Постпрацездатний вік |
| -------- | ------- | ------------------ | ---------------- | -------------------- |
| Чоловіки | 95      | 14                 | 70               | 11                   |
| Жінки    | 94      | 13                 | 52               | 29                   |
| Разом    | 189     | 27                 | 122              | 40                   |